# Râul Valea Mare, Bahlui
Râul Valea Mare este un curs de apă, afluent al râului Bahlui. 